# آلکساندر لیپمان
آلکساندر لیپمان (فرانسوی: Alexandre Lippmann‎؛ ۱۱ ژوئن ۱۸۸۱ – ۲۳ فوریهٔ ۱۹۶۰) شمشیرباز اهل فرانسه بود.
وی در مسابقات کشوری و بین‌المللی در مجموع برندهٔ ۲ مدال طلا، ۲ مدال نقره، ۱ مدال برنز شده‌است.